# Danny Boffin
Daniel Edouward "Danny" Boffin, född 10 juli 1965, är en belgisk fotbollstränare och före detta professionell fotbollsspelare. Han spelade främst som vänstermittfältare för fotbollsklubbarna Sint-Truiden, Liège, Anderlecht, Metz och Standard Liège mellan 1985 och 2004. Boffin spelade också 53 landslagsmatcher för det belgiska fotbollslandslaget mellan 1989 och 2002.
Efter den aktiva spelarkarriären har han bland annat varit tränare för mindre belgiska fotbollsklubbar.

## Titlar
| Liège - Belgiska cupen (1) | Anderlecht - Ligamästerskap (3) - Belgiska cupen (1) - Belgiska Supercupen (4) |